# Leichtathletik-Weltmeisterschaften 2015/Teilnehmer (Barbados)
| Gelbes Symbol für Goldmedaillen mit stilisierten Olympischen Ringen | Graues Symbol für Silbermedaillen mit stilisierten Olympischen Ringen | Braundes Symbol für Bronzemedaillen mit stilisierten Olympischen Ringen |
| ------------------------------------------------------------------- | --------------------------------------------------------------------- | ----------------------------------------------------------------------- |
| —                                                                   | —                                                                     | —                                                                       |

Der Leichtathletikverband der Barbados’ nominierte sechs Athleten für die Leichtathletik-Weltmeisterschaften 2015 in der chinesischen Hauptstadt Peking.

## Ergebnisse

### Männer

#### Laufdisziplinen
| Athlet           | Disziplin    | Vorlauf | Vorlauf | Halbfinale | Halbfinale | Finale             | Finale             |
| Athlet           | Disziplin    | Zeit    | Platz   | Zeit       | Platz      | Zeit               | Platz              |
| ---------------- | ------------ | ------- | ------- | ---------- | ---------- | ------------------ | ------------------ |
| Levi Cadogan     | 100 m        | 10,12 s | 20      | 10,19 s    | 19         | nicht qualifiziert | nicht qualifiziert |
| Ramon Gittens    | 100 m        | 10,02 s | 9       | 10,04 s    | 12         | nicht qualifiziert | nicht qualifiziert |
| Shane Brathwaite | 110 m Hürden | 13,28 s | 3       | 13,31 s    | 10         | nicht qualifiziert | nicht qualifiziert |
| Greggmar Swift   | 110 m Hürden | 13,41 s | 9       | 13,44 s    | 17         | nicht qualifiziert | nicht qualifiziert |

### Frauen

#### Laufdisziplinen
| Athletin       | Disziplin    | Vorlauf | Vorlauf | Halbfinale | Halbfinale | Finale             | Finale             |
| Athletin       | Disziplin    | Zeit    | Platz   | Zeit       | Platz      | Zeit               | Platz              |
| -------------- | ------------ | ------- | ------- | ---------- | ---------- | ------------------ | ------------------ |
| Kierre Beckles | 100 m Hürden | 12,88 s | 9       | 12,90 s    | 12         | nicht qualifiziert | nicht qualifiziert |

#### Siebenkampf
| Athletin    | Disziplin | 100 m Hürden | Hochsprung | Kugelstoßen | 200 m   | Weitsprung | Speerwurf | 800 m | Punkte | Platz |
| ----------- | --------- | ------------ | ---------- | ----------- | ------- | ---------- | --------- | ----- | ------ | ----- |
| Akela Jones | Ergebnis  | 13,17 s      | 1,80 m     | 12,73 m     | 24,70 s | 6,09 m     | DNS       | DNS   | DNF    | DNF   |
| Akela Jones | Punkte    | 1099         | 978        | 709         | 915     | 877        | 0         | 0     | DNF    | DNF   |